# Santo António da Serra (Santa Cruz)
Santo António da Serra (verkürzt auch Santo da Serra) ist eine Gemeinde (Freguesia) im Kreis (Concelho) von Santa Cruz, im Nordosten der portugiesischen Insel Madeira. Am 19. April 2021 hatte die Gemeinde 822 Einwohner auf einem Gebiet von 14,8 km².
Die Gemeinde liegt mit einem weiteren Teil im Kreis Machico, wo sie eine verwaltungstechnisch weitere Gemeinde bildet. Sie wird dort ebenfalls als Santo António da Serra geführt. Als einzige Gemeinde in zwei Kreisgebieten stellt sie damit ein Unikum in der Verwaltungsgliederung Portugals dar.
Santo António da Serra ist international bekannt für seinen Golfplatz.

## Geschichte
Zarco, der Neuentdecker der Insel Madeira, landete 1419 in Machico. Es folgte die Besiedlung der Gegend, die von der Küste nur zögerlich ins Inselinnere verlief. Ab dem frühen 16. Jahrhundert ließen sich Siedler im heutigen Gemeindegebiet dauerhaft nieder. Im 17. Jahrhundert wurde Santo António da Serra eine eigenständige Gemeinde.
1836 wurde die Gemeinde Água de Pena aufgelöst und Santo António da Serra angegliedert. Die Gemeinden wurden 1848 wieder getrennt, und 1852 ordnete man einige Ortschaften Santo António da Serras und Machicos dem Kreis Santa Cruz zu. Dies führte zu Unzufriedenheit unter den Bewohnern, worauf hin 1862 die bis heute gültigen Grenzen der Kreise und Gemeinden von Machico und Santa Cruz festgelegt wurden. Seither wird das Gebiet der Gemeinde Santo António da Serra in zwei Teilen geführt, die auf Machico und Santa Cruz aufgeteilt sind.
Im 19. Jahrhundert ließ sich der schottische Arzt Robert Kalley hier nieder. Er behandelte überwiegend kostenlos die Menschen der Gemeinde. Dabei versuchte er jedoch, den Protestantismus zu verbreiten. Die Bevölkerung war indes damals wie heute stark dem Katholizismus verbunden, und so kam es zu Anklagen. Einige Mitarbeiter Kalleys wurden daraufhin inhaftiert, und der Arzt selbst musste die Insel verlassen.

## Verwaltung
Santo António da Serra ist in der Verwaltungsgliederung Portugals eine einzigartige Ausnahme, da die Gemeinde in zwei Kreisen liegt. Zu dem Zweck wird sie offiziell getrennt erfasst und in zwei eigenständigen Gemeindegebieten geführt, jeweils durch den Namenszusatz des Kreises unterschieden.
Die Gemeinde Santo António da Serra (Santa Cruz) umfasst in ihrem eigenständigen Gebiet im Kreis Santa Cruz folgende Ortschaften:
- João Ferino
- Pereira
- Madre d´Água
- Curral Velho
- Ribeira de João Gonçalves
- Achada do Barro
- Fajã da Ovelha

Der zweite Teil der Gemeinde liegt, als ebenfalls eigenständiges Verwaltungsgebiet namens Santo António da Serra (Machico), im Kreis Machico. Dort liegen folgende Ortschaften:
- Margaça
- Ribeira de Machico
- Madeira da Igreja
- Palheiros
- Fajã dos Rolos
- Portela
- Lombo das Faias
- Fajã das Vacas